# John Slattery
John M. Slattery Jr. (ur. 13 sierpnia 1962 w Bostonie) – amerykański aktor i reżyser filmowy i telewizyjny, najlepiej znany jako Roger H. Sterling Jr z serialu AMC Mad Men.

## Życiorys
Urodził się i dorastał w Bostonie w stanie Massachusetts w rodzinie rzymskokatolickiej jako jedno z sześciorga dzieci dyplomowanej księgowej Joan (z domu Mulhern) i kupca tworzyw ze skór Johna „Jacka” Slattery’ego. Jako dziecko chciał być baseballistą i wykazywał wielkie zainteresowanie telewizją i filmami. Uczęszczał do Saint Sebastian’s School w Needham. W 1984 ukończył Katolicki Uniwersytet Ameryki. Dorabiał jako kelner i kierowca limuzyn.
Nominowany do nagrody Emmy za rolę Rogera Sterlinga w serialu Mad Men. Zagrał również w filmie Uśmiech Mony Lizy jako Paul Moore, chłopak Katherine Watson (w tej roli Julia Roberts). Pojawił się również jako organizator rządowy w Sztandarach chwały Clinta Eastwooda oraz w Wojnie Charliego Wilsona jako urzędnik CIA Henry Cravely. 
W marcu 2007 pojawił się w serialu Gotowe na wszystko jako Victor Lang, drugi mąż Gabrielle Solis (w tej roli Eva Longoria Parker).
W maju 2009 Jon Favreau potwierdził, że Slattery dołączy do obsady Iron Man 2 jako Howard Stark, ojciec Tony’ego Starka.
W dniu 30 grudnia 1998 poślubił aktorkę Talię Balsam, z którą ma syna Harry’ego (ur. 1999).

## Filmografia
- 1988: Dirty Dozen: The Series jako szeregowy Dylan Leeds
- 1988–1991: China Beach jako dr Bob
- 1989–1991: Detektyw w sutannie (Father Dowling Mysteries) jako Doug
- 1991–1993: Homefront jako Al Kahn
- 1991: Under Cover
- 1995–1997: Ned i Stacey (Ned and Stacey) jako Sam
- 1996: Lily Dale jako Will Kidder
- 1996: Ludzie miasta (City Hall) jako detektyw George
- 1996: Uśpieni (Sleepers) jako Fred Carlson
- 1996: Egzekutor (Eraser) jako agent FBI Corman
- 1997: Detonator (My Brother's War) jako Devlin
- 1997: Red Meat jako Stefan
- 1997: Feds jako Michael Mancini
- 1998: Czas zbiorów (Harvest) jako szeryf Johnson
- 1998: Nagi człowiek (Naked Man, The) jako Ferris
- 1998: Z Ziemi na Księżyc (From the Earth to the Moon) jako Walter Mondale
- 1998: Ich pięcioro (Party of Five) jako Jay Mott
- 1998–2004: Jak pan może, panie doktorze? (Becker) jako Peter
- 1999: Will & Grace (Will & Grace) jako Sam Truman
- 1999–2000: Złapać spadającą gwiazdę (To Catch a Falling Star) jako Ben
- 1999–2005: Potyczki Amy (Judging Amy) jako Michael Cassidy
- 2000: Seks w wielkim mieście (Sex and the City) jako Bill Kelley (Sezon 3 odcinek 2, „Politically Erect”)
- 2000: Traffic jako Dan Collier
- 2000: Sam the Man jako Maxwell Slade
- 2000: Catch a Falling Star jako Ben Cameron
- 2000–2004: Ed jako Dennis Martino
- 2002: Śmierć w rodzinie (Death in the Family, A) jako Jay Follet
- 2002: Bad Company: Czeski łącznik jako Roland Yates
- 2003: Dróżnik (Station Agent, The) jako David
- 2003: Uśmiech Mony Lizy (Mona Lisa Smile) jako Paul Moore
- 2003: K Street jako Tommy Flanegan
- 2004: Dirty Dancing 2 (Dirty Dancing: Havana Nights) jako Bert Miller
- 2004: Historia Brooke Ellison (Brooke Ellison Story, The) jako Ed Ellison
- 2004: Noise jako detektyw Rutherford
- 2004–2005: Jack & Bobby jako Peter Benedict
- 2006: Sztandar chwały (Flags of Our Fathers) jako Bud Gerber
- 2006: W stanie zagrożenia (Situation, The) jako pułkownik Carrick
- 2007: Ultrapies (Underdog) jako major
- 2007: Droga do przebaczenia (Reservation Road) jako Steve
- 2007: Wojna Charliego Wilsona (Charlie Wilson's War)
- 2007: Mad Men jako Roger Sterling
- 2007: Gotowe na wszystko (Desperate Housewives) jako Victor Lang
- 2010: Iron Man 2 jako Howard Stark
- 2015: Ant-Man jako Howard Stark
- 2016: Kapitan Ameryka: Wojna bohaterów jako Howard Stark
- 2019: Avengers: Koniec gry jako Howard Stark